# Эстерцили
Эстерцили (итал. Esterzili) — коммуна в Италии, располагается в регионе Сардиния, в провинции Кальяри.
Население составляет 844 человека (2008 г.), плотность населения составляет 8 чел./км². Занимает площадь 101 км². Почтовый индекс — 8030. Телефонный код — 0782.
Покровителем коммуны почитается святой Архангел Михаил, празднование 29 сентября.

## Демография
Динамика населения:

## Администрация коммуны
- Официальный сайт: http://www.comune.esterzili.ca.it/